# Horloge de la fin du monde
Ne doit pas être confondu avec Doomsday Clock (Comics).

Pictogramme de l'horloge de la fin du monde.

L’horloge de la fin du monde ou horloge de l'Apocalypse (Doomsday Clock en anglais) est une horloge conceptuelle créée en 1947, peu de temps après le début de la guerre froide, et mise à jour régulièrement depuis par les directeurs du Bulletin of the Atomic Scientists (BAS) de l'université de Chicago, sur laquelle « minuit » représente la fin du monde, l'apocalypse.
L'horloge utilise l'analogie du décompte vers minuit pour dénoncer le danger qui pèse sur l'humanité du fait des menaces nucléaires, écologiques et technologiques. Le nombre de minutes restant avant minuit est mis à jour après une estimation collégiale. À partir du 23 janvier 2020, l'horloge affiche minuit moins cent secondes (23 h 58 min 20 s) en raison, selon le BAS, des menaces « imminentes » d'une guerre nucléaire et du changement climatique. Le 24 janvier 2023, l'heure est encore avancée à minuit moins 90 secondes, valeur inchangée le 23 janvier 2024. Le 28 janvier 2025, l'horloge affiche minuit moins 89 secondes (23 h 58 min 31 s), le niveau le plus proche de minuit depuis la création de l'horloge à ce jour.
À l'origine, cette horloge évaluait la possibilité d'une guerre nucléaire mondiale, en soulignant la menace liée à la prolifération des armes nucléaires. Depuis 2007, l'horloge prend également en considération les perturbations dues à la reprise de la course à l'armement nucléaire et aux nouveaux acteurs qui  se joignent aux anciennes puissances nucléaires, le risque d'un déclenchement de la guerre par un accident technique, un acte de terrorisme ou une attaque informatique, les problèmes liés au changement climatique, aux hydrocarbures (pic pétrolier, géopolitique du pétrole) ou encore les « nouveaux développements dans les sciences du vivant qui pourraient infliger des dommages irrévocables », c'est-à-dire les risques liés aux nouvelles technologies (nanotechnologie, biotechnologie, etc.),.

## Modifications de l'horloge au fil des ans

Évolution de l'heure sur l'horloge de la fin du monde au fil des ans.

Sur le graphique ci-dessus, l'échelle verticale représente le temps (en minutes) qu'il reste sur l'horloge jusqu'à l'heure fatidique de minuit (0 h 0), au regard de l'échelle horizontale qui montre le passage des années.
Sur la ligne du graphique, des carrés de couleurs (rouges et bleus), complétés d'une date, indiquent les périodes qui représentent celles des tensions internationales (carrés rouges), pendant lesquelles on considère que l'heure de la fin du monde approche tandis qu'à l'inverse, les périodes signalées par un carré bleu représentent celles de détente, pendant lesquelles l'heure de la fin du monde semble s'éloigner.
À sa création, en 1947, l'horloge indiquait 23 h 53, soit « minuit moins sept ».

### Chronologie
| Année | Temps restant                 | Heure            | Modification      | Raisons |       |
| ----- | ----------------------------- | ---------------- | ----------------- | --- | ----- |
| 1947  | 7 min                         | 23 h 53          | —                 | Création de l'horloge. |       |
| 1949  | 3 min                         | 23 h 57          | −4 min            | L'Union soviétique teste avec succès sa première arme nucléaire (RDS-1). |       |
| 1953  | 2 min                         | 23 h 58          | −1 min            | Les États-Unis et l'URSS testent des engins thermonucléaires à neuf mois d'intervalle (Ivy Mike et RDS-6s). |       |
| 1960  | 7 min                         | 23 h 53          | +5 min            | L'horloge est reculée, en réponse à une coopération scientifique accrue et à la compréhension du public envers les dangers de l'arme nucléaire. |       |
| 1963  | 12 min                        | 23 h 48          | +5 min            | L'URSS et les États-Unis signent le Traité d'interdiction partielle des essais nucléaires, limitant les tests d'engins nucléaires dans l'atmosphère. |       |
| 1968  | 7 min                         | 23 h 53          | −5 min            | La France et la Chine sont désormais en possession de l'arme nucléaire (respectivement en 1960 et 1964), des conflits déchirent le Moyen-Orient, l'Asie du Sud et le Viêt Nam. |       |
| 1969  | 10 min                        | 23 h 50          | +3 min            | Le sénat américain ratifie le Traité sur la non-prolifération des armes nucléaires. |       |
| 1972  | 12 min                        | 23 h 48          | +2 min            | L'URSS et États-Unis signent le traité SALT I et le traité ABM (anti-missiles balistiques). |       |
| 1974  | 9 min                         | 23 h 51          | −3 min            | L'Inde teste sa première arme nucléaire, Smiling Buddha ; les négociations SALT II (seconde phase de limitation) échouent. |       |
| 1980  | 7 min                         | 23 h 53          | −2 min            | Nouveaux échecs dans les négociations avec l'URSS, augmentation du nombre de conflits nationalistes et d'actions terroristes. |       |
| 1981  | 4 min                         | 23 h 56          | −3 min            | La reprise de la course à l'armement, des conflits en Afghanistan, en Afrique du Sud et en Pologne ajoutent à la tension internationale. |       |
| 1984  | 3 min                         | 23 h 57          | −1 min            | Nouvelle accélération de la course aux armements faisant suite à la politique de Ronald Reagan. |       |
| 1988  | 6 min                         | 23 h 54          | +3 min            | L'URSS et les États-Unis signent un traité visant à éliminer les armes nucléaires de moyenne portée, les relations entre les deux grandes puissances s'améliorent. |       |
| 1990  | 10 min                        | 23 h 50          | +4 min            | Chute du Mur de Berlin, succès des mouvements anti-communistes en Europe de l'Est ; la fin de la guerre froide approche. |       |
| 1991  | 17 min                        | 23 h 43          | +7 min            | L'URSS et les États-Unis signent le Traité de réduction des armes stratégiques et dislocation de l'URSS. L'horloge est alors au plus loin de minuit depuis sa création. |       |
| 1995  | 14 min                        | 23 h 46          | −3 min            | Les dépenses militaires mondiales continuent à un niveau équivalent à l'époque de la guerre froide ; des inquiétudes naissent quant à la possible prolifération des armes nucléaires dans la Russie post-soviétique. | [ c ] |
| 1998  | 9 min                         | 23 h 51          | −5 min            | L'Inde et le Pakistan testent tous deux des armes nucléaires dans l'hypothèse d'une agression mutuelle. L'ancien bloc soviétique et les États-Unis ne réussissent pas à tenir leurs engagements de réduction des stocks d'armes existants. | [ d ] |
| 2002  | 7 min                         | 23 h 53          | −2 min            | Peu de progrès sont faits dans le désarmement nucléaire global : les États-Unis rejettent une série de traités de contrôle des armes et annoncent leur intention de se retirer du traité anti-missiles balistiques. Des groupes terroristes cherchent à acquérir l'arme nucléaire. | [ e ] |
| 2007  | 5 min                         | 23 h 55          | −2 min            | Essai nucléaire nord-coréen du 9 octobre 2006, ambitions avouées de l'Iran, insistance des États-Unis à évoquer l'utilité stratégique des armes nucléaires, échec des tentatives de sécurisation des stocks d'armes et la présence de 26 000 têtes nucléaires aux États-Unis et en Russie. Les experts chargés d'évaluer le danger pour la civilisation ajoutent les changements climatiques aux grandes menaces, aux côtés du risque de conflit nucléaire global. | [ f ] |
| 2010  | 6 min                         | 23 h 54          | +1 min            | Coopération mondiale pour réduire l'arsenal nucléaire (New START) et pour limiter l'émission des gaz à effet de serre (COP 15). | [ g ] |
| 2012  | 5 min                         | 23 h 55          | −1 min            | Dangers clairs et imminents de prolifération nucléaire et de réchauffement climatique, ainsi que par la nécessité de trouver des sources d'énergie sûres et durables. | [ h ] |
| 2015  | 3 min                         | 23 h 57          | −2 min            | Le réchauffement climatique incontrôlé et la course aux armes nucléaires, résultant de la modernisation des énormes arsenaux, représentent des menaces extraordinaires et indéniables à la survie de l'humanité. Malgré des évolutions légèrement positives dans le domaine du changement climatique, les efforts actuels sont tout à fait insuffisants pour empêcher un réchauffement catastrophique de la Terre, 2014 étant l'année la plus chaude depuis 1880. Pendant ce temps, les États-Unis et la Russie ont lancé de vastes programmes pour moderniser leurs arsenaux nucléaires et ainsi saper les traités existants sur les armes nucléaires,. | [ i ] |
| 2016  | 3 min                         | 23 h 57          | 0 min             | | [ j ] |
| 2017  | 2,5 min (2 min 30 s)          | 23 h 57 min 30 s | −0,5 min (−30 s)  | La probabilité d'une catastrophe globale est très élevée, à cause notamment de « la forte montée du nationalisme dans le monde, des déclarations du président Donald Trump sur les armes nucléaires, le réchauffement climatique et de la détérioration de la sécurité mondiale dans un contexte de technologies de plus en plus sophistiquées », et des actions pour réduire ce risque doivent être prises au plus vite. | .     |
| 2018  | 2 min                         | 23 h 58          | −0,5 min (−30 s)  | Incapacité des dirigeants mondiaux à faire face aux menaces imminentes d'une guerre nucléaire et du changement climatique,. | [ l ] |
| 2019  | 2 min                         | 23 h 58          | 0 min             | | [ m ] |
| 2020  | 1,67 min (1 min 40 s) (100 s) | 23 h 58 min 20 s | −0,33 min (−20 s) | Les tensions liées aux dossiers sur le nucléaire iranien et nord-coréen, les inquiétudes liées au réchauffement climatique, et la crainte d'une nouvelle période électorale marquée par la multiplication des infox comme arme de déstabilisation ont justifié la décision de rapprocher plus que jamais l'aiguille de minuit | [ n ] |
| 2021  | 1,67 min (1 min 40 s) (100 s) | 23 h 58 min 20 s | 0 min             | La mauvaise gestion de la pandémie de Covid-19 montre une mauvaise préparation aux menaces nucléaires et climatiques qui pourraient venir dans les prochaines années | [ o ] |
| 2022  | 1,67 min (1 min 40 s) (100 s) | 23 h 58 min 20 s | 0 min             | La mauvaise gestion de la pandémie de Covid-19 et l'invasion de l'Ukraine par la Russie alertent sur les risques de menaces nucléaires et bactériologiques. Toujours beaucoup de paroles et peu d'actions pour la lutte contre le changement climatique. | [ p ] |
| 2023  | 1,5 min (1 min 30 s) (90 s)   | 23 h 58 min 30 s | −0,17 min (−10 s) | La guerre en Ukraine s'enlise et l'impact sur les réacteurs nucléaires de Tchernobyl et de Zaporijjia inquiète. | [ q ] |
| 2024  | 1,5 min (1 min 30 s) (90 s)   | 23 h 58 min 30 s | 0 min             | La guerre en Ukraine s'enlise et le changement climatique s'accélère. | [ r ] |
| 2025  | 1,483 min (1 min 29 s) (89 s) | 23 h 58 min 31 s | −0,017 min (−1 s) | En 2024, le monde se rapproche de la catastrophe avec des risques nucléaires accrus, l'aggravation du changement climatique, la menace de pandémies, des technologies émergentes comme l'intelligence artificielle qui compliquent la situation ainsi que le conflit israélo-palestinien qui s'accélère. | [ s ] |

## Critiques
Selon Anders Sandberg, philosophe au Future of Humanity Institute, le « fourre-tout de menaces » actuellement mélangé par l'Horloge brouille un peu le symbole qu'elle représente et peut induire une paralysie face à ces menaces. Or, les gens sont plus susceptibles de réussir des défis plus petits et progressifs ; par exemple, prendre des mesures comme l'ajout de boutons pour empêcher la détonation accidentelle d'armes nucléaires a été un petit pas, mais significatif, vers la prévention de la guerre nucléaire. Alex Barasch dans Slate soutient que « mettre l'humanité en alerte permanente et générale n'est pas utile lorsqu'il s'agit de politique ou de science », et critique le Bulletin lorsque ses auteurs refusent d'expliquer, en 2018, en quoi l'outil d'édition de gènes CRISPR représente un risque. Pour Barasch, le nom même de l'horloge ne permet pas de nuancer les menaces qu'elle mesure et donc d'en faciliter la compréhension.
Le psychologue cognitif Steven Pinker critique sévèrement l'horloge de la fin du monde comme un coup politique, soulignant les paroles de son fondateur selon lesquelles son objectif était « de préserver la civilisation en effrayant les hommes dans la rationalité ». Il déclare qu'il est incohérent et ne repose sur aucun indicateur objectif de sécurité, en utilisant comme exemple le fait qu'il est plus éloigné de minuit en 1962 pendant la crise des missiles de Cuba que dans « l'année 2007 beaucoup plus calme ». Il soutient que c'est un autre exemple de la tendance de l'humanité au pessimisme historique et le compare à d'autres prédictions d'autodestruction qui ne se sont pas réalisées.

## L'horloge dans la culture populaire

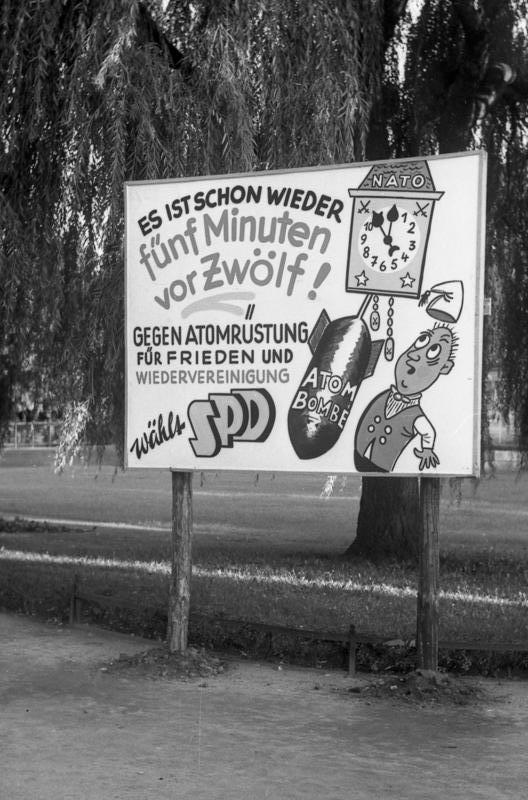
Utilisation de l'imagerie de l'horloge sur une affiche électorale pour les élections législatives allemandes de 1957 par le parti SPD, se positionnant contre les armes nucléaires.

### Littérature
- Dans le roman Les Tommyknockers (1987) de Stephen King, le personnage de Jim Gardener, militant antinucléaire, fait de nombreuses références à l'horloge de l'Apocalypse.
- Dans le roman La Fin du monde (2009) de Fabrice Colin, l'auteur fait référence à la Doomsday Clock en l'appelant « l'horloge de l'apocalypse » à la fin du roman.
- Dans le roman Inferno (2013) de Dan Brown, l'auteur fait référence à l'horloge au chapitre 50. Le personnage de Zobrist l'avait évoquée pour justifier sa thèse radicale selon laquelle seule une réduction drastique de la population mondiale permettrait de sauver l'humanité.
- Dans le roman Résilience (2013) de Yannick Monget, l'auteur fait référence à la Doomsday Clock.
- Dans le roman La fin du monde n'aurait pas eu lieu (2017) de Patrik Ouředník, l'auteur consacre à l'horloge un chapitre, pour tourner le phénomène en dérision.
- Dans le roman L'Horloge de l'apocalypse (2018) de Lorris Murail, l’auteur fait référence à l'horloge tout au long du récit.
- Dans le tome 1 intitulé Paradis perdus du roman La Traversée des temps (2021) d'Éric-Emmanuel Schmitt, l'auteur y fait référence.

### Musique
Il est fait référence à l'horloge de l'Apocalypse dans plusieurs chansons ou albums.
- Dans sa chanson 2 Minutes to Midnight, Iron Maiden fait directement allusion à l'horloge, tout en dénonçant les politiques d'armement des différents pays qui pourraient mener à l'holocauste nucléaire.
- Dans la chanson Minutes to Midnight de Midnight Oil sur l'album Red Sails in the Sunset.
- Dans l'album Minutes to Midnight de Linkin Park.
- Dans la chanson Doomsday Clock de The Smashing Pumpkins sur l'album Zeitgeist.
- Dans la chanson Dernier Round de Kool Shen avec Oxmo Puccino (« et le seul round qui compte est indiqué par l'horloge (…) c'est le dernier round, dernier tango avant l'apocalypse »).
- Dans la chanson One Minute to Midnight du groupe Justice.
- Dans la chanson Doomsday Clock d'Acid Black Cherry sur l'album 2012.
- Dans la chanson Two Minutes to Midnight d'Arielle Martinez Cohen[10] créée à la suite de l'annonce de l'avancée à minuit moins deux de l'horloge en janvier 2018[11].
- Le chanteur Maynard James Keenan y fait référence aussi bien sur l'album Eat the Elephant (chanson Hourglass) avec le groupe A Perfect Circle, que sur l'album Fear Inoculum (chanson Descending) avec le groupe Tool.

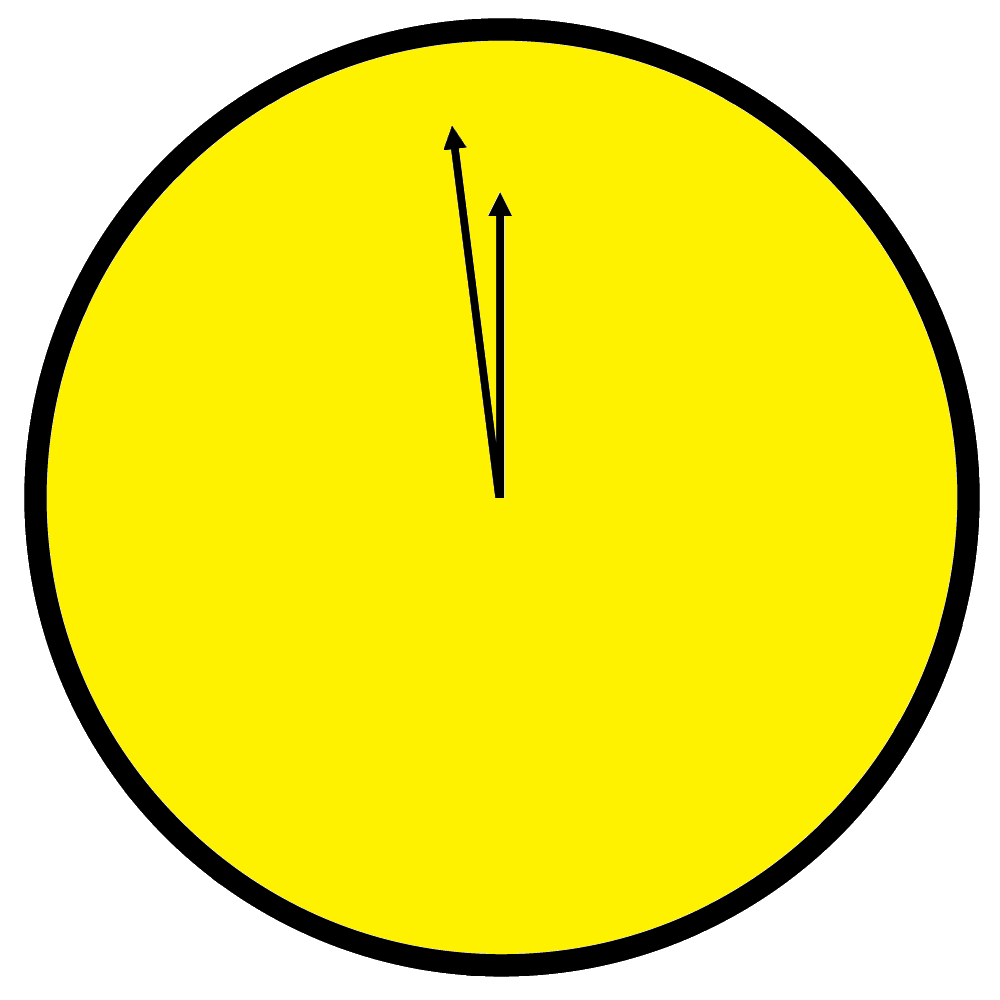
L'Horloge de la fin du monde comme celle de Watchmen.

### Bande dessinée
- Watchmen, une série de comic book assimilable au roman graphique, fait référence de manière répétée au nombre de minutes qui reste avant minuit et l'apocalypse nucléaire.

### Cinéma
- Dans V pour Vendetta (2006) de James McTeigue.
- Dans Watchmen : Les Gardiens (2009) de Zack Snyder, l'horloge de la fin du monde apparaît plusieurs fois, l'intrigue se déroulant entre la Seconde Guerre mondiale et 1985 dans un univers uchronique dans lequel une Troisième Guerre mondiale est imminente.
- Dans Inferno (2016) de Ron Howard, le personnage de Zobrist l'évoque pour justifier sa thèse radicale selon laquelle seule une réduction drastique de la population mondiale permettrait de sauver l'humanité.
- Dans Avant qu'on explose (2019) de Rémi St-Michel.
- Dans Le Mystère Henri Pick (2019) de Rémi Bezançon, le personnage de Jean-Michel Rouche (Fabrice Luchini) tient un livre dont le titre est Il est minuit sur l'horloge de l'apocalypse. Cette scène est la dernière du film, et le livre n'a jamais été écrit.

### Télévision
- Dans la série NCIS : Enquêtes spéciales (saison 6, épisode 6 : « Primitus Victor », 2008).
- Dans la série Madam Secretary (saison 2, épisode 18 : « L'Horloge de l'Apocalypse », 2016).
- Dans la série Doctor Who (saison 10, épisode 7 : « La Pyramide de la fin du monde », 2017), L'horloge indique alors 23 h 57, ce temps correspondant à celui de la réalité, l'épisode ayant été écrit et tourné en 2016. Au cours de l'épisode, l'horloge se rapproche également de minuit.
- Dans la série Esprits criminels (saison 13, épisode 6 : « Avant la fin du monde », 2017), le criminel utilise l'horloge pour justifier le fait de kidnapper des femmes pour le bien de l'humanité.

### Documentaire
- Dans Apocalypse, la guerre des mondes (2019), film documentaire historique en six épisodes réalisé par Isabelle Clarke, Daniel Costelle et Mickaël Gamrasni, l'ensemble du documentaire suit l'évolution de l'horloge de 1947 à 1991 à partir de l'épisode no 2.

### Jeux vidéo
- Dans Rise of Nations (2003), l'horloge de l'apocalypse compte le nombre de bombes nucléaires que peuvent lancer les joueurs avant la fin de la partie.
- Dans Assassin's Creed Origins (2017), le jeu fait référence à l'horloge et à la fin du monde (mécanisme du tombeau « Eeyoo Sekedoo Aat »)
- Dans Sigma Theory: Global Cold War (2019), l'horloge de l'Apocalypse est utilisée comme une mécanique du jeu.

### Jeu de société
- Dans Magic : L'Assemblée, un jeu de cartes à collectionner, la carte « Horloge de l'Armaguedon » inflige des dégâts augmentant à chaque tour, à moins que des joueurs dépensent de la mana pour les diminuer[12].

## Publications
Publications du Bulletin of the Atomic Scientists sur l'horloge de la fin du monde :
- (en) Robert K. Elder (en) (dir.) et J. C. Gabel (dir.), The Doomsday Clock At 75, Los Angeles, Hat & Beard, 2022, 184 p. (ISBN 978-1-955125-15-4, présentation en ligne).